# Margelopsis haeckeli
Margelopsis haeckeli är en nässeldjursart som beskrevs av Gustav Hartlaub 1897. Margelopsis haeckeli ingår i släktet Margelopsis och familjen Margelopsidae. Inga underarter finns listade i Catalogue of Life.